# Антонина Георгиева
Антонина Георгиева-Драгашевич (на сръбски: Антонина Георгиева-Драгашевић) е българска шахматистка, международен майстор за жени от 1972 г. Омъжва се за сръбски шахматист и от 1978 г. живее в Белград, Сърбия. По образование е икономист.
Антонина Георгиева е многократна републиканска шампионка за девойки в различните възрастови групи. Тя е четирикратна шампионка на България по шахмат (1968, 1970, 1971 и 1977 г.).
Участва на четири шахматни олимпиади за отбора на България и на една за Югославия. Изиграва 49 партии (18 победи, 21 равенства и 10 загуби). Част е от отбора на България за олимпиадата в Меделин (Колумбия) през 1974 г., където българските шахматистки печелят бронзови медали. През 1969 г. на олимпиадата в Люблин (Полша) печели индивидуален бронзов медал на трета дъска.
През 1972 г. е победителка на балканиадата по шахмат. През последните години играе предимно на турнири за ветерани.

## Резултати от турнири
- 1974 – Пловдив 2 м.
- 1975 – Белград 1 м.

## Резултати от олимпиади
| Година | Организатор | Отбор     | Класиране (отборно) | Дъска         |
| 1966   | Оберхаузен  | България  | 8                   | Първа резерва |
| 1969   | Люблин      | България  | 5                   | Първа резерва |
| 1972   | Скопие      | България  | 4                   | Първа         |
| 1974   | Меделин     | България  | 3                   | Втора         |
| 1980   | Ла Валета   | Югославия | 8                   | Втора         |